# Béliers
Pour les articles homonymes, voir Bélier et Bélier (homonymie).
Pour plus de détails, voir Fiche technique et Distribution.
Béliers (en islandais : Hrútar, en anglais : Rams) est un film dramatique islandais réalisé par Grímur Hákonarson et sorti en 2015.
Le film a été projeté dans la section Un certain regard au Festival de Cannes 2015 où il a remporté le premier prix. Il a aussi obtenu l'Alexandre d'or au Festival international du film de Thessalonique 2015.

## Synopsis
Dans la campagne austère d'Islande, un village reculé vit de manière séculaire de l'élevage des moutons. Les paysans, qui constituent une communauté solidaire, aiment leurs moutons comme des enfants et organisent chaque année un concours de la plus belle bête. Gummi et Kiddi, deux frères célibataires âgés et hirsutes, qui vivent dans deux maisons voisines en s'ignorant et en se haïssant, ne se sont plus parlé depuis quarante ans. Malgré cette mésentente, ils gèrent chacun de leur côté, sans se parler, la ferme de leur père disparu, constituée de plusieurs centaines de moutons. Dans ce paysage où la vie et la tradition semblent immuables, une très mauvaise nouvelle tombe comme un couperet : certaines bêtes de la vallée, contaminées par l'importation d'ovins d'Angleterre, sont atteintes de la tremblante du mouton et les services sanitaires seront intransigeants et intraitables. Alors que la torpeur s'installe dans le village et que l'avenir s'assombrit pour tous, les deux frères ennemis seront-ils capables de vaincre leur haine pour surmonter cette épreuve ?

## Fiche technique
Sauf indication contraire, les informations mentionnées dans cette section peuvent être confirmées par la base de données cinématographiques IMDb,  présente dans la section « Liens externes ».
- Titre original : Hrútar
- Titre français : Béliers
- Réalisation et scénario : Grímur Hákonarson
- Photographie : Sturla Brandth Grøvlen
- Montage : Kristján Loðmfjörð
- Musique : Atli Örvarsson
- Pays d'origine :  Islande
- Format : Couleurs - 35 mm
- Genre : Film dramatique
- Durée : 93 minutes
- Dates de sortie :
  - France : mai 2015 (Festival de Cannes 2015), 9 décembre 2015 (sortie nationale)
  - Islande : 28 mai 2015

## Distribution
- Sigurður Sigurjónsson : Gummi, le frère
- Theodór Júlíusson (en) : Kiddi, le frère violent
- Charlotte Bøving : Katrin
- Jon Benonysson : Runólfur
- Gunnar Jónsson : Grímur
- Þorleifur Einarsson : Sindri
- Sveinn Ólafur Gunnarsson : Bjarni
- Ingrid Jónsdóttir : Eygló
- Jörundur Ragnarsson : Villi
- Viktor Már Bjarnason : Finnur
- Ólafur Ólafsson : Tóti
- Jenný Lára Arnórsdóttir : Þórey
- Guðrún Sveinbjörnsdóttir : Hildur
- Þorsteinn Gunnar Bjarnason : Beggi Lögga
- Anna Sæunn Ólafsdóttir : Sigga Lögga
- Sigurlína Tryggvadóttir : Sigurlína

## Récompenses
- Festival international des jeunes réalisateurs de Saint-Jean-de-Luz 2015 : Chistera du meilleur réalisateur
- Prix "Un certain regard" au Festival de Cannes 2015
- Festival international du film des Hamptons 2015 : Meilleur film
- Festival international du film de Thessalonique 2015 : Prix Theo Angelopoulos (Alexandre d'or)
- Festival international du film de Valladolid 2015 : Espiga de Oro